# Џозеф Шелби
Џозеф Орвил Џо Шелби (енгл. Joseph Orville Jo Shelby; Лексингтон, 12. децембар 1830 — Ејдријан, 13. фебруар 1897) био је истакнути генерал Конфедерације за време Америчког грађанског рата.
Шелби је рођен у Лексингтону, Кентаки. Са 5 година остао је без оца, а одгајио га је очух. Дана 22. јула 1857. Џо се оженио са Елизабет Ненси Шелби, која је била много млађа од њега.
Током грађанског рата (1861-1865) био је командант такозване гвоздене коњичке бригаде, састављене од добровољаца из Мисурија. Између 22. септембра и 3. новембра 1863, Шелбијева бригада је нанела више од 1.000 жртава снагама Уније у Мисурију. Због тих заслуга је унапређен у бригадног генерала 15. децембра 1863. Његове снаге су углавном деловале на подручју Транс-Мисисипија.
Након слома Конфедерације 1865, одбио је да се преда и са делом својих јединица је отишао у Мексико. Вратио се у Мисури 1867. године и бавио се пољопривредом. Био је именован за маршала западног Дистрикта Мисури 1893, и на тој позицији је остао све до смрти 1897. Умро је у Ејдријану и сахрањен је на гробљу Форест Хил, Канзас Сити.